# 午門抗緬大會
首都红卫兵强烈抗议缅甸反动政府反华暴行大会，俗称午门抗缅大会，是1967年7月3日在中华人民共和国北京故宫午门前的广场举行的抗议缅甸政府的大规模群众集会，目的是抗议6月份爆发的中国驻缅甸使馆遇袭事件。

## 背景
中华人民共和国和缅甸是邻国。

### 蜜月期
1950年6月8日，缅甸联邦同中华人民共和国正式建立外交关系，成为非社会主义国家中第一个承认中华人民共和国的国家。
1962年3月2日，缅甸三军总参谋长奈温领导发动军事政变，推翻缅甸总理吴努的统治，后自任缅甸联邦革命委员会主席。中华人民共和国是继阿拉伯联合酋长国、印度、英国之后，于3月7日成为第四个承认奈温政府的国家。此后，中华人民共和国在意识形态领域对缅甸十分冷淡，而在国际关系层面则积极争取。
1962年4月30日，奈温政府发表了执政纲领《缅甸的社会主义道路》，提出了建立缅甸式社会主义的路线。由于中共中央认为这不是真正的社会主义，故中华人民共和国对此反应冷淡、未作公开评论，而苏联及东欧的罗马尼亚、捷克斯洛伐克、匈牙利、波兰等国却积极支持缅甸的社会主义路线。缅甸方面为此对中华人民共和国抱有不满。1964年4月，中华人民共和国主席刘少奇访问缅甸，同奈温谈话，消除了奈温的一些疑虑，但事后中国方面态度仍无改变。
另一方面，奈温上台后，采取了大规模的经济国有化政策。中华人民共和国对此采取了积极支持的态度。1964年3月19日，缅甸政府颁布了商业国有化政策，将全国一万多家私营商店收归国有，其中6700多家商店为缅甸华侨或缅甸华裔经营。同年5月17日，缅甸政府宣布50元和100元缅元纸币停用。此外，在对私立学校及报刊的国有化过程中，缅甸的华侨学校及华侨报纸也陆续被国有化或被关闭。中国的交通银行及中国银行也遭到缅甸政府充公。对此，中华人民共和国政府一方面表示愿意将交通银行及中国银行在缅甸资产送给缅甸政府，并不要补偿；另一方面积极安抚华侨，阻止其将资金转移到中国。这和印度政府对缅甸的抗议和协助印度侨民转移资产的行动形成了鲜明对比。中华人民共和国虽然由此而获得了奈温政府的好感，但也引起了缅甸华侨的强烈不满。
1964年中国驻缅甸大使馆的报告以及1965年中华人民共和国外交部第一亚洲司的报告分析称，奈温政府的性质是资产阶级军人集团专政，政治态度属于资产阶级中派，既反对美帝国主义颠覆、又不敢得罪美帝国主义，同时对苏联现代修正主义存在幻想、并有所接近，对中国采取和平友好中立的态度、但也有所防备。这些报告分析称，如果奈温政府倒台，上台的很可能是一个更右派的政府，美国及英国势力将公开进入缅甸，对中国及东南亚形势都将十分不利；所以维持奈温政府，一定时期将有利于东南亚地区的反美斗争及为缅甸革命赢得时间。为此，中华人民共和国方面于1964年帮助奈温政府挫败了政变，并且援助奈温政府，帮助其稳定国内局面。

### 武装缅甸共产党
1967年，正值中华人民共和国文化大革命期间，中共中央主席毛泽东继续强调要批判“三和一少”、“三降一灭”，推动世界革命，反帝反修。1967年7月7日，午门抗缅大会结束后不久，毛泽东在接见参加中国人民解放军军事训练会议的代表时发表讲话，谈了他对世界形势的看法：
目前许多地方反华，形式上好像是我们孤立；实际上，他反华是害怕中国的影响，怕文化大革命的影响。反华是为了镇压国内的人民，转移人民对他统治的不满。这个反华是美帝苏修共同策划的，这不表示我们孤立，是我们在全世界影响大大提高。他愈反华，愈促进人民的革命。这些国家的人民认识到，中国的道路是解放的唯一道路。我们中国不仅是革命的政治中心，而且在军事上、技术上也要成为世界革命的中心，要给他们武器，就是刻了字的武器（除一些特殊地区）也可以。就是要公开支持，要成为世界革命的兵工厂。
毛泽东认为，应当大力支援世界各地的武装革命，不惜破坏国家间正常的国际关系。1967年5月18日，中共中央对外联络部副部长赵毅敏就中国共产党参加同缅甸共产党会谈的代表团组成问题，呈周恩来并转毛泽东一份报告；报告提出了代表团组成人员建议名单，江青也被包括在内。1967年5月26日，毛泽东批示：“江青以不参加为好。”1967年5月下旬，中国共产党同缅甸共产党在中国举行会谈，中共中央确定了支持缅甸共产党（时任主席为德钦丹东）采取武装斗争的方针。

### 波折
1966年，中华人民共和国爆发文化大革命。此后，一些中华人民共和国驻外使领馆人员、援外人员、留学生以及华侨，在所在国发放毛主席著作、毛主席语录、毛主席像章和文化大革命宣传品，不断在所在国引起纠纷。1967年6月，中华人民共和国驻缅甸人员不顾缅甸政府的劝阻，强行向缅甸华侨以及缅甸国民发放毛主席语录、毛主席像章，引起了缅甸政府方面的不满和干涉。由于英国殖民当局过去曾经在缅甸办过一个组织，该组织向加入该组织的缅甸青年发放一种徽章，令其佩戴，以表示效忠英国女王，因此，缅甸方面对像章十分敏感，缅甸政府此前还制定过法令，禁止学生佩戴外国徽章。
自1967年6月起，缅甸的多所华侨学校均要求学生摘下佩戴的毛主席像章，被学生拒绝。6月22日，仰光中国女子中学强行摘下了华侨学生佩戴的毛主席像章，引起纠纷。6月23日，中国驻缅甸临时代办（时任中国驻缅甸大使耿飚已经奉命回国）就“6月22日，仰光原中国女子中学的学校当局强行剥去华侨学生佩戴的毛主席像章，并公然侮辱中国人民的伟大领袖毛主席”一事，向缅甸外交部提出抗议。同日，缅甸政府宣布封闭中国女子中学、华侨女子中学。此后，缅甸政府又无限期关闭了九家华侨中学和华侨小学。缅甸当地的中缅民众多次发生冲突，几十位华侨和学生在冲突中死亡。
6月27日到28日，在缅甸首都仰光，缅甸民众包围并冲击中华人民共和国驻缅甸大使馆。缅甸政府调集军队赴现场对缅甸民众进行劝阻，但有缅甸民众冲入大使馆，杀害了中华人民共和国援缅的经济专家刘逸。
事件发生后，缅甸政府多次表示，愿意继续同中华人民共和国保持友好关系。中华人民共和国政府在外交上则显示了强硬态度。1967年6月28日，中华人民共和国外交部副部长韩念龙召见缅甸驻华大使信瓦瑙，强烈抗议缅甸政府唆使暴徒连续袭击中国驻缅甸使馆，杀害中国专家，迫害华侨。6月29日，《人民日报》头版头条发表了《缅甸政府唆使暴徒连续袭击我使馆杀害我专家迫害我侨胞，我政府向缅甸政府提出最紧急最强烈抗议》，并刊登了中华人民共和国外交部向缅甸驻华大使馆发出的照会。
6月29日，缅甸政府向中国政府提出备忘录，要求中国政府阻止中国民众举行抗议缅甸“反华暴行”的示威游行。6月30日，北京市40万各界群众到缅甸驻华大使馆举行示威游行。
7月1日，中华人民共和国外交部向缅甸驻华大使馆转交了中国政府备忘录，拒绝了缅甸政府在6月29日的备忘录中提出的中国政府阻止示威游行的要求，并再次要求缅甸政府立即撤除缅甸军队对中国驻缅甸大使馆以及华侨居住区的包围。截至7月3日，赴缅甸驻华大使馆示威游行、提出抗议的中国群众累计超过了100万人。
据周恩来1971年同奈温谈话中回忆说，他当时力图通过外交手段解决两国纠纷，防止出现中国民众冲击缅甸驻华大使馆的事件，避免缅甸驻华大使馆内人员受到人身伤害。在自6月29日开始的中国民众赴缅甸驻华大使馆举行大规模游行示威的过程中，周恩来为确保缅甸驻华大使馆的安全，打电话给外交部以及北京卫戍区司令员傅崇碧，要求“群众只许在使馆外面示威，绝不能冲入使馆，更不能伤害使馆人员。”北京卫戍区部队通过严密监控，确保了连续数日举行的群众示威未出现冲击、打砸缅甸驻华大使馆的情况。7月初，一些造反派领导部分群众准备冲击缅甸驻华大使馆，被周恩来及时制止。

### 中国外交部内的争斗
另一方面，中华人民共和国外交部内部此时正因为文化大革命而陷于内斗。外交部一向受周恩来领导。1967年1月18日，在中华人民共和国全国各地各单位的夺权风潮中，外交部的造反派组织外交部革命造反联络站在核心组负责人张殿清、王中琪等人领导下，宣布夺取外交部文化大革命的一切权力，并向中共外交部党委成员进行通报。当日，中共外交部党委成员、外交部副部长姬鹏飞、罗贵波、乔冠华、韩念龙均表态支持夺权，部长陈毅受国务院总理周恩来的委托，也肯定了夺权行动。1月19日，外交部革命造反联络站召开了夺权胜利大会。自此，外交部革命造反联络站取代中共外交部党委，控制了外交部的大权。此后，周恩来多次要求外交部革命造反联络站将夺权限制在“领导运动，监督业务”上，力图使外交部业务权不受夺权影响。外交部革命造反联络站在2月初试图彻底夺权，但经内部讨论后未实施。此后，直到3月，外交部革命造反联络站核心组一直服从陈毅领导，也获得了陈毅的支持。3月以后，陈毅失势，由周恩来直接领导外交部。
3月底到4月初，由于陈毅陷入二月逆流中，遭到外交部革命造反联络站多次开大会批判。4月20日，外交部革命造反联络站核心组第一把手张殿清因不同意“打倒陈毅”而被王中琪取代。5月下旬，外交部革命造反联络站核心祖第一把手王中琪等人贴出了反对周恩来的大字报，但外交部部分造反派反周恩来的活动遭到毛泽东通过中央文革及时制止。此后，外交部革命造反联络站在外交部的掌权地位受到其他造反派组织的威胁。周恩来仍然控制着外交局面。
1967年初，中华人民共和国驻外使领馆人员奉命回国参加文化大革命，驻缅甸大使耿飚因处理馆务，乃安排驻缅甸使馆人员先行分批回国。在造反派的要求下，耿飚的夫人赵兰香也成为先行回国人员，刚回国就在中华人民共和国外交部遭到造反派批斗，以图令她背靠背揭发其丈夫耿飚的“问题”。不久，1967年初，耿飚自缅甸回国参加文化大革命，一回国就在中华人民共和国外交部遭到审查和批斗，被造反派逼迫交代刘少奇、陈毅的“三降一灭”问题，但耿飚并未交代。

### 毛泽东的指示
据中央文革小组成员王力回忆：
7月1日，毛泽东在与中央文革小组张春桥、戚本禹等人的谈话中说：缅甸问题，不怕断交，不怕决裂，甚至于这个时候断交更好，这样子更加有利于我们放开手干。毛泽东说：现在在我们国家里，群众今天提打倒这个，明天打倒那个，没有什么了不起。他举例说，群众喊打倒朱德、打倒陈云、打倒陈毅的口号，没有什么了不起。他还说，群众喊打倒奈温的口号，也没有什么了不起。
毛泽东7月1日的这个讲话并没有及时传达到外交部革命造反联络站。后来同年8月7日晚，王力接见外交部的姚登山及外交部革命造反联络站代表并发表谈话时，联络站代表称，“中央许多精神下不到我们这里，如主席7月1日对缅甸问题的指示，我们不知道。”

## 抗缅大会

### 大会经过

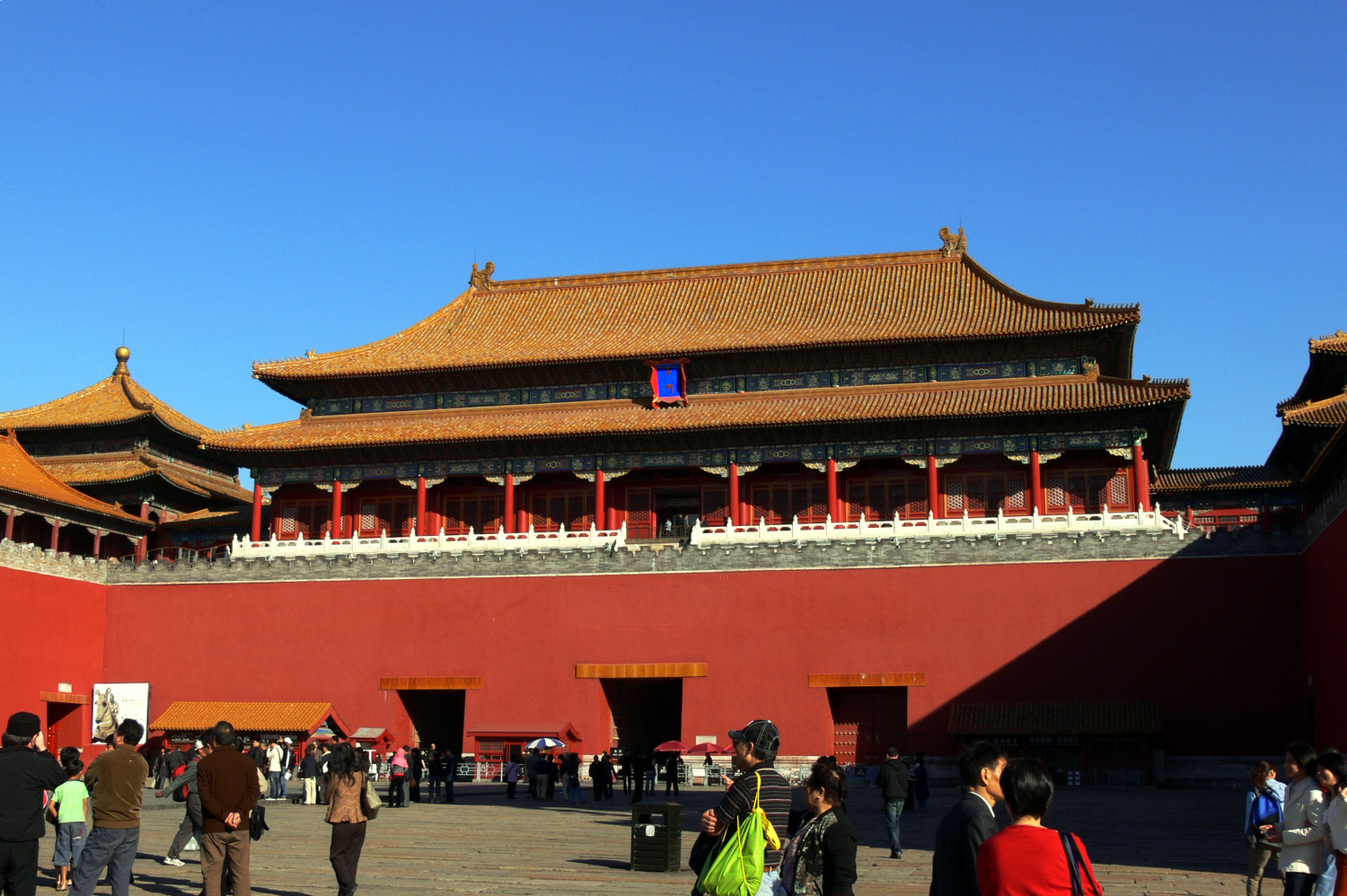
午门抗缅大会举行地点，北京故宫午门

7月3日下午，北京市的造反派群众组织在北京故宫午门召开了10万人参加的“抗缅大会”，对缅甸政府进行声讨。大会结束后，大量群众赶赴缅甸驻华大使馆，砸毁了大使馆的部分设施。
据后来一些造反派负责人的揭发材料称，午门抗缅大会是由中央文革小组成员戚本禹策划。戚本禹曾经找聂元梓、蒯大富、韩爱晶等人开会称： “中央文革认为有必要开大会抗议缅甸政府。政府发表的声明，有局限性。总理做事稳重、谨慎，未免有点保守。会后要搞两路游行，一路到缅甸大使馆，一路到外交部，叫外交部的领导看看群众的革命精神。”
1974年4月29日，聂元梓在致江青的信中作了检查，检查的第四条为：“我受陈伯达的欺骗，1967年7月参加了‘抗缅大会’和‘揪刘火线’的群众活动。”内称：“我参加‘抗缅大会’，会后还根据金××（大会主席）或戚本禹的指示，带了学生到外交部提出批评，要求对缅甸政府持强硬态度，并要求转述红卫兵和革命群众的抗议等等。这个大会原来是陈伯达、王、关、戚反总理，反毛主席无产阶级革命路线的阴谋，我受了欺骗，作了他们反党的工具。”

### 毛泽东的态度
1967年7月7日，毛泽东、林彪接见参加中国人民解放军军事训练会议的代表，周恩来、陈伯达、康生、徐向前、聂荣臻、叶剑英、江青等领导参加接见。毛泽东在接见时发表讲话称：
现在形势很好，印度拉加族反对国大党搞武装斗争。印尼共产党清算了修正主义已起来。缅甸游击队也有很大发展，比泰国武装斗争还有基础，已搞了几十年，过去党不团结（有红旗党、白旗党），现在统一起来了，反对奈温是一致的，武装活动地区已占缅甸地区60%，缅甸比南越的地理条件还好，回旋区大。泰国的地理条件也很好。缅甸起来，泰国起来，这样就把美国完全拖在东南亚，当然我们还必须着眼在我们国土上早打、大打。 缅甸政府反对我们更好，希望他同我们断交，我们就可以更公开地支持缅甸共产党。

### 关锋、戚本禹对外交部的指责
1967年8月10日前后，姚登山在外交部传达了关锋、戚本禹的讲话。关锋、戚本禹在同姚登山的讲话中，就缅甸问题指责外交部。比如说，在拟定抗议缅甸政府的《人民日报》社论时，《人民日报》和外交部各拟一稿，他们认为外交部拟的稿子“旗帜不鲜明，战斗力不强”，最终采用了《人民日报》的拟稿。《人民日报》在新闻报道中提及“打倒奈温反动政府”的口号，结果外交部就此质问《人民日报》。姚登山传达的谈话内容还有：
关锋说：外交部十多年来受到刘少奇投降主义路线的流毒是很深的，外交部领导思想上不是毛主席的针锋相对，敢于斗争的指导思想，而是怕，怕什么呢？就是怕影响两国的友好关系。关于缅甸问题，如果是在7月1日以前，那没有什么话可说，7月1日后，主席对缅甸问题有些指示，主席指示讲的，缅甸问题不怕断交，不怕决裂，甚至于这个时候断交更好，这样子更加有利于我们放开手干。
戚本禹同志讲，外交部领导思想上就是顾虑重重，怕这怕那，甚至于挨骂的时候，自己还在那里说两国友好关系。戚本禹同志说：看来今后外交战线上希望寄托在这些年轻的小将身上。

姚登山讲了一个口号单子的故事。缅甸事件刚起，群众上街游行，他看到第一亚洲司的同志起草了一个口号单子，其中有“打倒奈温反动政府”，送到部党委，去掉了“反动”二字，韩念龙解释说，这句子太长了，所以去掉。戚本禹听到这个话很生气，说：这个句子不是长不长的问题，而是敢不敢打倒奈温反动政府的问题。

### 周恩来和奈温会晤
1971年8月7日，周恩来会见了访华的缅甸联邦革命委员会主席、政府总理奈温。周恩来和奈温在会谈中回顾了1967年中缅关系发生的波折，周恩来还提到了午门抗缅大会。